# Ренерод
Ренерод (њем. Rennerod) град је у њемачкој савезној држави Рајна-Палатинат. Једно је од 192 општинска средишта округа Вестервалд. Према процјени из 2010. у граду је живјело 3.832 становника. Посједује регионалну шифру (AGS) 7143286.

## Географски и демографски подаци
Ренерод се налази у савезној држави Рајна-Палатинат у округу Вестервалд. Град се налази на надморској висини од 450 метара. Површина општине износи 18,1 km². У самом граду је, према процјени из 2010. године, живјело 3.832 становника. Просјечна густина становништва износи 211 становника/km².